# Lost Without You (Krezip)
"Lost Without You" is een nummer van de Nederlandse band Krezip. Het nummer verscheen op hun comebackalbum Sweet High uit 2019. Op 29 januari van dat jaar werd het uitgebracht als de eerste single van het album.

## Achtergrond
"Lost Without You" is geschreven door Gordon Groothedde en zangeres Jacqueline Govaert en geproduceerd door Groothedde. Het is de eerste single die de band uitbracht sinds "Sweet Goodbyes" uit 2009, waarna zij aanvankelijk stopten. De comeback begon nadat drummer Bram van den Berg een verzamel-cd zag naar aanleiding van het veertigjarig bestaan van Pinkpop, het festival waar Krezip in 2000 doorbrak bij het grote publiek. Tijdens een etentje met de andere groepsleden stelde hij voor om nieuwe muziek te maken, wat uiteindelijk resulteerde in een aantal reünieconcerten en het album Sweet High.
De comeback van Krezip werden voorafgegaan door een aftellende klok op de website van Krezip. Toen de klok op nul stond, werden reünieconcerten op Pinkpop en de Ziggo Dome aangekondigd. Een dag later werd "Lost Without You" uitgebracht en werd de single gepromoot bij het televisieprogramma De Wereld Draait Door. De single werd een hit in Nederland met een achtste plaats in de Top 40 en een 33e plaats in de Single Top 100. In Vlaanderen kwam het niet in de Ultratop 50 terecht, maar kwam het wel tot plaats 35 in de "Bubbling Under"-lijst. Ook op streamingplatformen was het populair: op 29 april 2019 ontving het nummer een gouden plaat voor zes miljoen streams, en op 2 september 2019 ontving het een platina plaat voor twaalf miljoen streams. Vanaf 2023 was het te horen in een biscuitreclame.

## Hitnoteringen

### Nederlandse Top 40
| Hitnotering: 09-02-2019 t/m 01-06-2019 | Hitnotering: 09-02-2019 t/m 01-06-2019 | Hitnotering: 09-02-2019 t/m 01-06-2019 | Hitnotering: 09-02-2019 t/m 01-06-2019 | Hitnotering: 09-02-2019 t/m 01-06-2019 | Hitnotering: 09-02-2019 t/m 01-06-2019 | Hitnotering: 09-02-2019 t/m 01-06-2019 | Hitnotering: 09-02-2019 t/m 01-06-2019 | Hitnotering: 09-02-2019 t/m 01-06-2019 | Hitnotering: 09-02-2019 t/m 01-06-2019 | Hitnotering: 09-02-2019 t/m 01-06-2019 | Hitnotering: 09-02-2019 t/m 01-06-2019 | Hitnotering: 09-02-2019 t/m 01-06-2019 | Hitnotering: 09-02-2019 t/m 01-06-2019 | Hitnotering: 09-02-2019 t/m 01-06-2019 | Hitnotering: 09-02-2019 t/m 01-06-2019 | Hitnotering: 09-02-2019 t/m 01-06-2019 | Hitnotering: 09-02-2019 t/m 01-06-2019 | Hitnotering: 09-02-2019 t/m 01-06-2019 |
| Week                                   | 1                                      | 2                                      | 3                                      | 4                                      | 5                                      | 6                                      | 7                                      | 8                                      | 9                                      | 10                                     | 11                                     | 12                                     | 13                                     | 14                                     | 15                                     | 16                                     | 17                                     |                                        |
| -------------------------------------- | -------------------------------------- | -------------------------------------- | -------------------------------------- | -------------------------------------- | -------------------------------------- | -------------------------------------- | -------------------------------------- | -------------------------------------- | -------------------------------------- | -------------------------------------- | -------------------------------------- | -------------------------------------- | -------------------------------------- | -------------------------------------- | -------------------------------------- | -------------------------------------- | -------------------------------------- | -------------------------------------- |
| Positie                                | 25                                     | 15                                     | 13                                     | 15                                     | 15                                     | 13                                     | 14                                     | 14                                     | 9                                      | 8                                      | 11                                     | 13                                     | 21                                     | 29                                     | 31                                     | 37                                     | 39                                     | uit                                    |

### Single Top 100
| Hitnotering: 09-02-2019 t/m 15-06-2019 | Hitnotering: 09-02-2019 t/m 15-06-2019 | Hitnotering: 09-02-2019 t/m 15-06-2019 | Hitnotering: 09-02-2019 t/m 15-06-2019 | Hitnotering: 09-02-2019 t/m 15-06-2019 | Hitnotering: 09-02-2019 t/m 15-06-2019 | Hitnotering: 09-02-2019 t/m 15-06-2019 | Hitnotering: 09-02-2019 t/m 15-06-2019 | Hitnotering: 09-02-2019 t/m 15-06-2019 | Hitnotering: 09-02-2019 t/m 15-06-2019 | Hitnotering: 09-02-2019 t/m 15-06-2019 | Hitnotering: 09-02-2019 t/m 15-06-2019 | Hitnotering: 09-02-2019 t/m 15-06-2019 | Hitnotering: 09-02-2019 t/m 15-06-2019 | Hitnotering: 09-02-2019 t/m 15-06-2019 | Hitnotering: 09-02-2019 t/m 15-06-2019 | Hitnotering: 09-02-2019 t/m 15-06-2019 | Hitnotering: 09-02-2019 t/m 15-06-2019 | Hitnotering: 09-02-2019 t/m 15-06-2019 | Hitnotering: 09-02-2019 t/m 15-06-2019 | Hitnotering: 09-02-2019 t/m 15-06-2019 |
| Week                                   | 1                                      | 2                                      | 3                                      | 4                                      | 5                                      | 6                                      | 7                                      | 8                                      | 9                                      | 10                                     | 11                                     | 12                                     | 13                                     | 14                                     | 15                                     | 16                                     | 17                                     | 18                                     | 19                                     |                                        |
| -------------------------------------- | -------------------------------------- | -------------------------------------- | -------------------------------------- | -------------------------------------- | -------------------------------------- | -------------------------------------- | -------------------------------------- | -------------------------------------- | -------------------------------------- | -------------------------------------- | -------------------------------------- | -------------------------------------- | -------------------------------------- | -------------------------------------- | -------------------------------------- | -------------------------------------- | -------------------------------------- | -------------------------------------- | -------------------------------------- | -------------------------------------- |
| Positie                                | 58                                     | 65                                     | 53                                     | 53                                     | 55                                     | 44                                     | 38                                     | 33                                     | 41                                     | 42                                     | 45                                     | 45                                     | 46                                     | 52                                     | 59                                     | 56                                     | 55                                     | 56                                     | 69                                     | uit                                    |

### NPO Radio 2 Top 2000
| Nummer met noteringen in de NPO Radio 2 Top 2000 | '20 | '21  | '22  | '23  | '24  |
| ------------------------------------------------ | --- | ---- | ---- | ---- | ---- |
| Lost Without You                                 | 816 | 1200 | 1170 | 1293 | 1666 |

1. ↑  Een vetgedrukt getal geeft de hoogste notering aan.
2. ↑  2020 was het eerste jaar met een notering voor dit nummer.